# Listă de compozitori de muzică cultă: K

## Ka
- Dmitri Kabalevski (1904 - 1987)
- Miloslav Kabeláč (1908 - 1979)
- Pál Kadosa (1903 - 1983)
- Werner Kaegi (n. 1926)
- Mauricio Kagel (n. 1931)
- Erich Itor Kahn (1905 - 1956)
- Robert Kahn (1865 - 1951)
- Jouni Kaipainen (n. 1956)
- Hans Kaiser (sec.XIX)
- Robert Kajanus (1856 - 1933)
- Vakhtang Kakhidze (n. 1959)
- Viktor Kalabis (n. 1923)
- Wassili Kalafati (1869 - 1942)
- Vasili Kalinnikov (1866 - 1901)
- Johannes Kalitzke (n. 1959)
- Friedrich Kalkbrenner (1785 - 1849)
- Kurt Kallausch (n. 1926)
- Johann Wenzel Kalliwoda (1801 - 1866)
- Edvin Kallstenius (1881 - 1967)
- Emmerich Kálmán (1882 - 1953)
- László Kalmár (n. 1931)
- Imants Kalnins (n. 1941)
- Manolis Kalomiris (1883 - 1962)
- Romualds Kalsons (n. 1936)
- Łucjan Kamieński (1885 - 1964)
- Heinrich Kaminski (1886 - 1946)
- Josef Kaminski (1903 - 1972)
- Gija Kantscheli (n. 1935)
- Ejnar Kanding (n. 1965)
- Sukhi Kang (n. 1934)
- Raimo Kangro (1949 - 2001)
- Shigeru Kan-no (n. 1959)
- Eugen Kapp (1908 - 1996)
- Jan Kapr (1914 - 1988)
- Václav Kaprál (1889 - 1947)
- Vitězslava Kaprálová (1915 - 1940)
- Johann Hieronymus Kapsberger (în jur de 1575 - 1661)
- Nikolai Kapustin (n. 1937)
- Dmitri Kapyrin (n. 1960)
- József Karai (n. 1927)
- Faradsch Karajew (n. 1943)
- Kara Karajew (1918 - 1982)
- Alemdar Karamanow (n. 1934)
- Dezider Kardoš (1914 - 1991)
- István Kardos (1891 - 1976)
- Rudolf Karel (1880 - 1945)
- Nikolai Karetnikow (1930 - 1994)
- Gennari Karganow (1858 - 1890)
- Sigfrid Karg-Elert (1877 - 1933)
- Ingvar Karkoff (n. 1958)
- Maurice Karkoff (n. 1927)
- Erhard Karkoschka (n. 1923)
- Mieczysław Karłowicz (1876 - 1909)
- Kjell Mørk Karlsen (n. 1947)
- Lars Karlsson (n. 1953)
- Pál Károlyi (n. 1934)
- Juozas Karosas (1890 - 1981)
- Udo Kasemets (n. 1919)
- Toshio Kashiwagi (1912 - 1994)
- Lucrecia Kasilag (n. 1918)
- Heino Kaski (1885 - 1957)
- Václav Kašlík (1917 - 1989)
- Jean-Georges Kastner (1810 - 1867)
- Robert Katscher (1894 - 1942)
- Elena Kats-Chernin (n. 1957)
- Antoni Katski (1817 - 1889)
- Rudolf Kattnigg (1895 - 1955)
- Eunice Katunda (1915 - 1990)
- Georg Katzer (n. 1935)
- Hugo Kauder (1888 - 1972)
- Ferdinand Kauer (1751 - 1831)
- Leo Justinus Kauffmann (1901 - 1944)
- Armin Kaufmann (1902 - 1980)
- Dieter Kaufmann (n. 1941)
- Walter Kaufmann (1907 - 1984)
- Hugo Kaun (1863 - 1932)
- Ulysses Kay (1917 - 1995)
- Roland Kayn (n. 1933)
- Leif Kayser (1919 - 2001)
- Philipp Christoph Kayser (1755 - 1823)
- Tibor Kazacsay (1892 - 1978)
- Vassil Kazandžiev (n. 1934)

## Ke
- David Keane (n. 1943)
- Donald Keats (n. 1929)
- Igor Kefalidi (n. 1941)
- Reinhard Keiser (1674 - 1739)
- Viktor Keldorfer (1873 - 1959)
- Milko Kelemen (n. 1924)
- Béla Kéler (1820 - 1882)
- Alfred Keller (1907 - 1987)
- Christoph Keller (n. 1959)
- Gottfried Keller (? - d. 1704)
- Hermann Keller (n. 1945)
- Karl Keller (1784 - 1855)
- Max Eugen Keller (n. 1947)
- Johann Christoph Kellner (1736 - 1803)
- Johann Peter Kellner (1705 - 1772)
- Bryan Kelly (n. 1934)
- Mary Margaret Kelly (n. 1957)
- Michael Kelly (1762 - 1826)
- Rudolf Kelterborn (n. 1931)
- Davorin Kempf (n. 1947)
- Wilhelm Kempff (1895 - 1991)
- Jenö Kenessey (1905 - 1976)
- Talivaldis Kenins (n. 1919)
- Kent Kennan (1913 - 2003)
- Abraham Kerckhoven (1627 -1702)
- Jacobus de Kerle (1531 - 1591)
- Johann Kaspar Kerll (1627 - 1693)
- Aaron Jay Kern (n. 1960)
- Frida Kern (1891 - 1988)
- Jerome Kern (1885 - 1945)
- Gordon Kerry (n. 1961)
- Huub Kerstens (1947-1999)
- Willem Kersters (1929 - 1998)
- Joseph Christoph Kessler (1800 - 1872)
- Thomas Kessler (n. 1937)
- Albert Ketèlbey (1875 - 1959)
- Otto Ketting (n. 1935)
- Piet Ketting (1904 - 1984)
- Geert van Keulen (n. 1943)
- Tristan Keuris (1946 - 1996)
- Gerhard von Keußler (1874 - 1949)

## Ki
- Bruno Kiefer (1923 - 1987)
- Friedrich Kiel (1821 - 1885)
- Olav Kielland (1901 - 1985)
- Wilhelm Kienzl (1857 - 1941)
- Peter Kiesewetter (n. 1945)
- Grigori Kiladse (1902 - 1962)
- Wojciech Kilar (n. 1923)
- Wilhelm Killmayer (n. 1927)
- Yrjö Kilpinen (1892 - 1959)
- Earl Kim (1920 - 1998)
- Johann Erasmus Kindermann (1616 - 1655)
- Matthew Peter King (1773 - 1823)
- John Kinsella (n. 1932)
- Leon Kirchner (n. 1919)
- Theodor Kirchner (1823 - 1903)
- Volker David Kirchner (n. 1942)
- Witali Kirejko (n. 1926)
- Ivo Kirgin (1914 - 1964)
- Johann Philipp Kirnberger (1721 - 1783)
- Dirk-Michael Kirsch (n. 1965)
- Stefan Kisielewski (1911 - 1991)
- Johann Christian Kittel (1732 - 1809)
- Johann Heinrich Kittel (1652 - 1682)
- Kaspar Kittel (1603 - 1639)
- Johann Friedrich Kittl (1806-1868)
- Richard Kittler (n. 1924)
- Yasuji Kiyose (1900 - 1981)

## Kj
- Kuno Kjaerbe (* 1959)
- Arnljot Kjeldaas (1916 - 1997)
- Halfdan Kjerulf (1815 - 1868)
- Krassimir Kjurktschijski (* 1936)

## Kl
- Uuno Klami (1900 - 1961)
- Peter Klatzow (n. 1945)
- Otto Klauwell (1851 - 1917)
- Dmitri Klebanow (1907 - 1987)
- Giselher Klebe (n. 1925)
- Leonhard Kleber (în jur de 1495 - 1556)
- Ståle Kleiberg (n. 1958)
- Bernhard Klein (1793 - 1832)
- Gideon Klein (1919 - 1945)
- Joseph Klein (1802 - 1862)
- Richard Rudolf Klein (n. 1921)
- Otto Klemperer (1885 - 1973)
- Paul von Klenau (1883 - 1946)
- August Alexander Klengel (1783 - 1852)
- Julius Klengel (1859 - 1933)
- Leon Klepper (1900 - 1991)
- Walter Michael Klepper (1929 - 2008)
- Albert de Klerk (1917 - 1998)
- Paul Kletzki (1900 - 1973)
- Karl Klindworth (1830 - 1916)
- Andelko Klobučar (n. 1931)
- Fritz Klopper (1889 - 1929)
- Friedrich Klose (1862 - 1942)
- August Klughardt (1847 - 1902)
- Jan Klusák (n. 1934)
- Ernst Klussmann (1901 - 1975)

## Km
- František Kmoch (1848 - 1912)

## Kn
- Armin Knab (1881 - 1951)
- Alexander Knaifel (n. 1943)
- Rolf Knap (n. 1937)
- Justin Heinrich Knecht (1752 - 1817)
- Julius Kniese (1848 - 1905)
- Lew Knipper (1898 - 1974)
- Ernst Lothar von Knorr (1896 - 1973)
- Iwan Knorr (1853 - 1916)
- Roger Knox (n. 1953)
- Sebastian Knüpfer (1633 - 1676)
- Oliver Knussen (n. 1952)

## Ko
- Babette Koblenz (n. 1956)
- Johann Anton Kobrich (1714 - 1791)
- Marcelo Koc (1918 - 2006)
- Erland von Koch (n. 1910)
- Frederick Koch (n. 1924)
- Friedrich E. Koch (1862 - 1927)
- Günter Kochan (n. 1930)
- Erwin Koch-Raphael (n. 1949)
- Miklós Kocsár (* 1933)
- Zoltán Kocsis (* 1952)
- Nevit Kodalli (* 1924)
- Zoltán Kodály (1882 - 1967)
- Charles Koechlin (1867 - 1950)
- Graeme Koehne (* 1956)
- Hans Joachim Koellreutter (* 1915)
- Gottfried Michael Koenig (* 1926)
- René Koering (* 1940)
- Alfred Koerppen (* 1926)
- Jan Koetsier (* 1911)
- Józef Koffler (1896 - 1943/44)
- Petr Kofroň (* 1955)
- Hermann Kögler (1885 - 1966)
- Marij Kogoj (1895 - 1956)
- Oliver Kohlenberg (* 1957)
- Friedrich Albert Köhler (1860 - 1926)
- Gottlieb Heinrich Köhler (1765 - 1833)
- Louis Köhler (1820 - 1886)
- Siegfried Köhler (1927 - 1984)
- Wolfgang Köhler (* 1923)
- Karl Kohn (* 1926)
- Ctirad Kohoutek (* 1929)
- Ellis Kohs (1916 - 2000)
- Rezsö Kokai (1906 - 1962)
- Joonas Kokkonen (1921 - 1996)
- Barbara Kolb (* 1939)
- Mykola Kolessa (* 1903)
- Mieczysław Kolinski (1901 - 1981)
- Walter Kollo (1878 - 1940)
- Willi Kollo (1904 - 1988)
- Ernst Kölz (* 1929)
- Karl Michael Komma (* 1913)
- Rudolf Komorous (* 1931)
- Karel Komzák (1850 - 1905)
- Jo Kondo (* 1947)
- Ivan Konečný (* 1940)
- Servaas de Konink (în jur de 1655 - 1717/18)
- Petar Konjović (1883 - 1970)
- Iwao Konko (* 1933)
- Elena Konschina (* 1950)
- Iannis Konstantinidis (1903 - 1984)
- Paul Kont (1920 - 2000)
- Pavel Kopecký (* 1949)
- Marek Kopelent (* 1932)
- Ulrico Kopka (1910 - 2001/02)
- Strećko Koporc (1900 - 1965)
- Herman David Koppel (1908 - 1998)
- Peter Paul Koprowski (* 1947)
- Yüksel Koptagel (* 1931)
- Mark Kopytman (* 1929)
- Arseni Koreschtschenko (1870 - 1921)
- Miloslav Kořinek (* 1925)
- Peter Jona Korn (1922 - 1998)
- Egon Kornauth (1891 - 1959)
- Nikolai Korndorf (1947 - 2001)
- Erich Wolfgang Korngold (1897 - 1957)
- František Korte (1895 - 1962)
- Oldřich Korte (* 1926)
- Olli Kortekangas (* 1955)
- Klimenti Kortschmarew (1899 - 1958)
- György Kósa (1897 - 1984)
- Thomas Koschat (1845 - 1914)
- Olli Koskelin (* 1955)
- Joseph Kosma (1905 - 1969)
- Karl Koßmaly (1812 - 1893)
- Arnošt Koštál (* 1920)
- Pekka Kostiainen (* 1944)
- Dušan Kostić (* 1926)
- David Kosviner (* 1957)
- Andrzej Koszewski (* 1922)
- Petr Kotík (* 1942)
- Włodzimierz Kotoński (* 1925)
- Hans Kotter (1485 - 1541)
- Arghyris Kounadis (* 1924)
- Andor Kovách (* 1915)
- Július Kowalski (1912 - 2003)
- Hans Kox (* 1930)
- Kiyoshige Koyama (* 1914)
- Jan Koželuh (1738 - 1814)
- Leopold Koželuh (1747 - 1818)

## Kr
- Anton Kraft (1749 - 1820)
- Leo Kraft (* 1922)
- Walter Kraft (1905 - 1977)
- William Kraft (* 1923)
- Jonathan D. Kramer (* 1942)
- Hans Krása (1899 - 1944)
- Wilfried Krätzschmar (* 1944)
- Joseph Martin Kraus (1756 - 1792)
- Anton Krause (1834 - 1907)
- Zygmunt Krauze (* 1938)
- Johann Ludwig Krebs (1713 - 1780)
- Fritz Kreisler (1875 - 1962)
- Iša Krejčí (1904 - 1968)
- Alexander Krejn (1883 - 1951)
- Gregori Krejn (1879 - 1955)
- Julian Krejn (1913 - 1996)
- Boris Kremenliev (1911 - 1988)
- Ernst Krenek (1900 - 1991)
- Jozef Kresánek (1913 - 1988)
- Peter Kreuder (1905 - 1981)
- Conradin Kreutzer (1780 - 1849)
- Rodolphe Kreutzer (1766 - 1831)
- Jaroslav Křička (1882 - 1969)
- Adam Krieger (1634 - 1666)
- Armando Krieger (* 1940)
- Edino Krieger (* 1928)
- Johann Krieger (1652 - 1735)
- Johann Philipp Krieger (1649 - 1725)
- Nikolai Krjukow (1908 - 1961)
- Wladimir Krjukow (1902 - 1960)
- Boris Krnic (1900 - 1979)
- Ilmari Krohn (1867 - 1960)
- Bernhard Krol (* 1920)
- Fredric Kroll (* 1945)
- Georg Kröll (* 1934)
- Jaroslav Krombholc (1918 - 1983)
- Karlo Krombholc (1905 - 1991)
- Franz Krommer (1759 - 1831)
- Emil Kronke (1865 - 1938)
- Hermann Kronsteiner (1914 - 1994)
- Francisco Kröpfl (* 1931)
- Augustinus Kropfreiter (1936 - 2003)
- Arnold Krug (1849 - 1904)
- Johann Baptist Krumpholtz (1742 - 1790)
- Ton de Kruyf (* 1937)
- Andrzej Krzanowski (1951 - 1990)

## Ku
- Jan Kubelík (1880 - 1940)
- Rafael Kubelík (1914 - 1996)
- Miroslav Kubička (* 1951)
- Vitazoslav Kubička (* 1953)
- Ladislav Kubik (* 1946)
- Gail Kubik (1914 - 1984)
- Rudolf Kubín (1909 - 1973)
- Augustin Kubizek (* 1918)
- Mayako Kubo (* 1947)
- Václav Kučera (* 1929)
- Jan Křtitel Kuchař (1751 - 1829)
- Johann Küchler (1738 - 1790)
- Friedrich Wilhelm Kücken (1810 - 1882)
- Anton Kuerti (* 1938)
- Johann Kugelmann (um 1495 - 1542)
- Friedrich Kuhlau (1786 - 1832)
- Max Kuhn (1896 - 1994)
- Johann Kuhnau (1660 - 1722)
- Claus Kühnl (* 1957)
- Ondrej Kukal (* 1964)
- Felicitas Kukuck (1914 - 2001)
- Hanna Kulenty (* 1961)
- Gary Kulesha (* 1954)
- Ívo Kuljerić (* 1938)
- Adolph Kullak (1823 - 1862)
- Ernst Kullak (1855 - 1914
- Franz Kullak (1844 - 1913)
- Theodor Kullak (1818 - 1882)
- Alfredo Kullmann (1904 - 1951)
- Friedrich August Kummer (1797 - 1879)
- Jorge Kumok (* 1931)
- Rainer Kunad (1936 - 1995)
- Božidar Kunc (1903 - 1964)
- Jan Kunc (1883 - 1976)
- Eduard Künneke (1885 - 1953)
- Jos Kunst (1936 - 1996)
- Andreas Kunstein (* 1967)
- Alfred Kunz (* 1929)
- Adolph Carl Kunzen (1720 - 1781)
- Friedrich Ludwig Aemilius Kunzen (1761 - 1817)
- Johann Paul Kunzen (1696 - 1757)
- Meyer Kupferman (1926 - 2003)
- Karel Kupka (1927 - 1985)
- Ladislav Kupkovič (* 1936)
- Mario Kuri-Aldana (* 1931)
- Robert Kurka (1921 - 1957)
- Yoshimitsu Kurokami (1933 - 2002)
- Karol Kurpiński (1785 - 1857)
- György Kurtág (* 1926)
- Ivan Kurz (* 1947)
- Siegfried Kurz (* 1930)
- Paul Kurzbach (1902 - 1997)
- Johann Sigismund Kusser (1660 - 1727)
- Bronius Kutavičius (* 1932)
- Toivo Kuula (1883 - 1918)
- Taneli Kuusisto (1905 - 1988)

## Kv
- Oddvar S. Kvam (* 1927)
- Johan Kvandal (1919 - 1999)
- Jaroslav Kvapil (1892 - 1958)
- Otomar Kvěch (* 1950)
- Gisle Kverndokk (* 1967)

## Kw
- James Kwast (1852 - 1927)
- Bidzina Kwernadze (* 1928)
- Ryszard Kwiatkowski (* 1931)

## Ky
- Hanspeter Kyburz (* 1960)
- Timo-Juhani Kyllönen (* 1955)